# Assàrac
Assàrac (en grec antic: Ἀσσάρακος), segons la mitologia grega, va ser el primer rei de Dardània després de la divisió de la regió de la Tròade entre Dardània i Troia.
Assàrac era el segon fill del rei Tros i la nimfa Cal·lírroe, filla del déu fluvial Escamandre, i germà d'Ilos, Ganimedes, Cleòpatra i possiblement Cleomestra. Després de la mort del seu pare, Ilos i Assàrac es van repartir el regne:
- Ilos es va quedar la zona pròxima a la ciutat d'Ílion, que ell mateix havia fundat poc abans.
- Assàrac va quedar-se amb la resta del regne de Dardània.

Assàrac, casat amb Hieromneme va tenir un fill, Capis, que va ser el pare d'Anquises.